# Zoquiapan, Ixtapaluca
Zoquiapan är en ort i Mexiko, tillhörande Ixtapaluca kommun i delstaten Mexiko. Zoquiapan ligger i den centrala delen av landet och tillhör Mexico Citys storstadsområde. Orten hade 1 720 invånare vid folkmätningen 2010.
Det finns en nationalpark med namnet Parque Nacional Zoquiapan i samma kommun.